# Basilica di San Gereone
La basilica di San Gereone (in tedesco Basilika Sankt Gereon), risalente al IV secolo, è la chiesa più antica di Colonia, in Germania.
Dal 1920 è basilica minore.

## Storia e descrizione

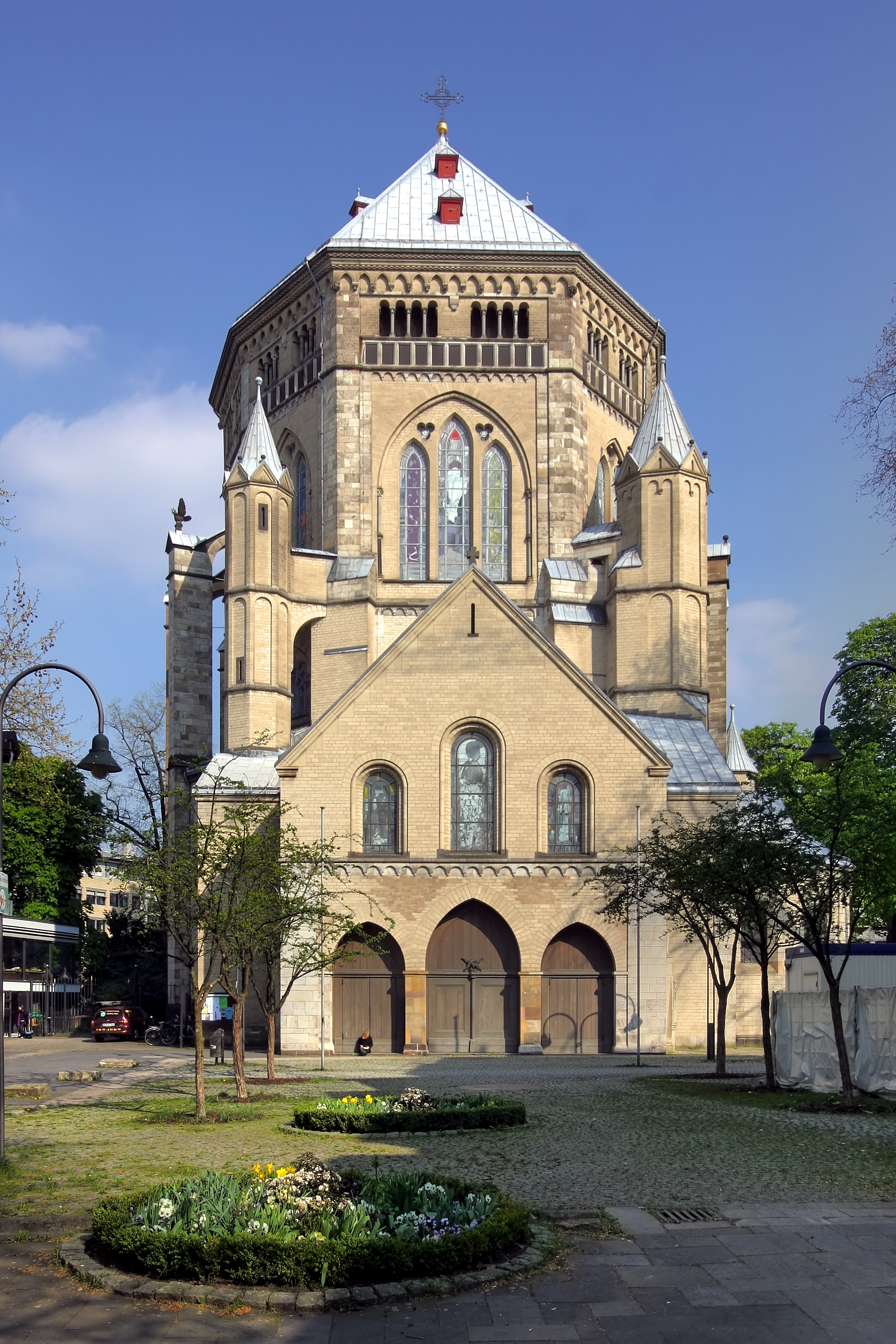
Il Decagono.

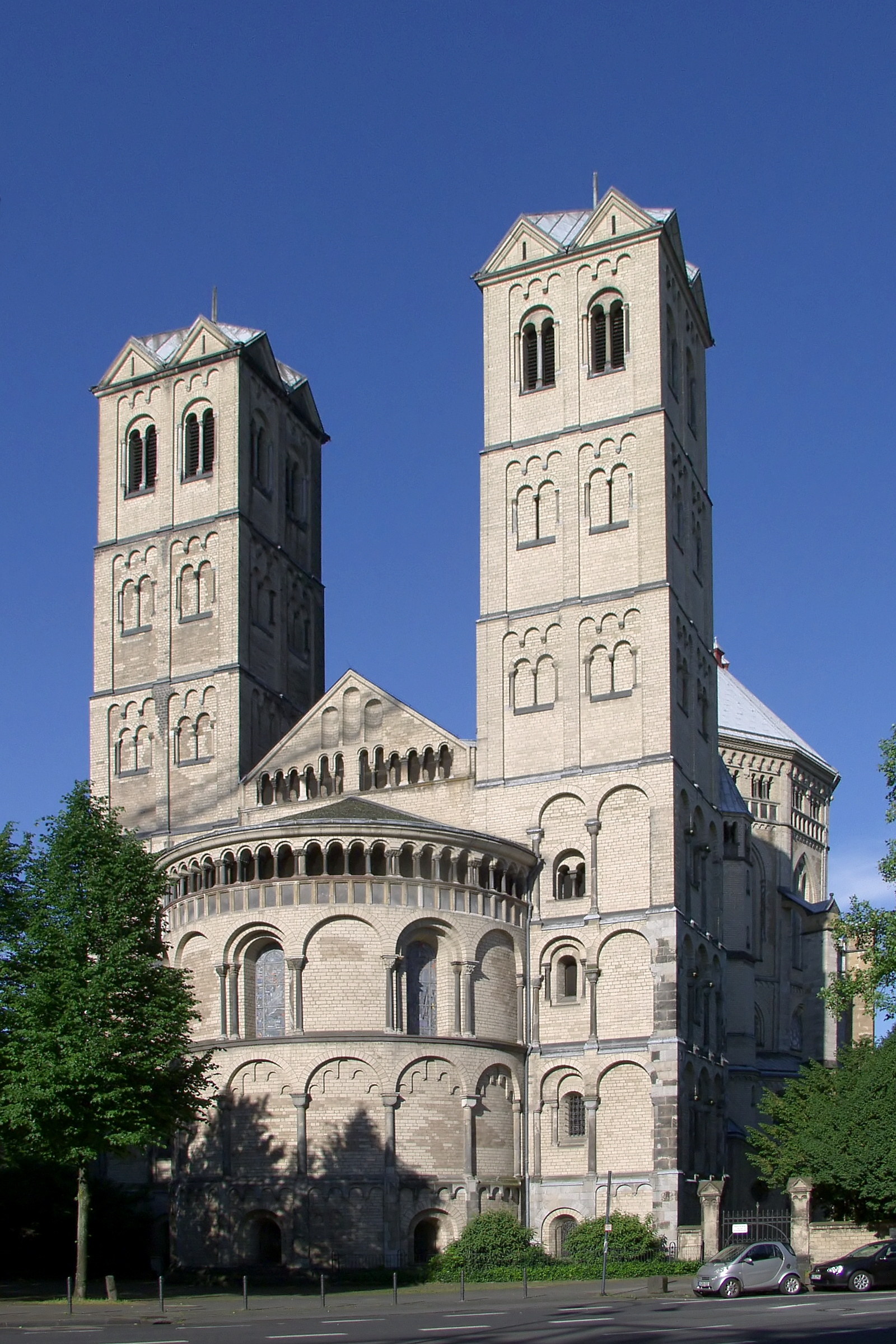
Esterno dell'abside.

In origine era un antico martyrium, sacello cristiano, legato alla storia di Gereone di Colonia, il Santo a cui è dedicata la chiesa. Le fonti raccontano che Gereone fosse un soldato romano della legione tebana composta da circa 50 uomini. Rifiutandosi di uccidere dei cristiani, e quindi disobbedendo agli ordini dell'imperatore Massimiano, essi furono uccisi.
La leggenda vuole che il sacello, a pianta ovale, venne fondato nel IV secolo da Sant'Elena, madre di Costantino il Grande e che faceva parte del palazzo di Graziano e Valentiniano II.
A nord-ovest delle mura della Colonia romana Agrippina, nel IV secolo fu eretto un enorme edificio centrale tardo-antico sul più antico sepolcreto (necropoli) della città. L'edificio era leggermente rialzato all'incrocio di due strade. La datazione imprecisa si basa, tra l'altro, sul ritrovamento di una pietra di consacrazione di Iside frammentata insieme a una moneta di epoca successiva al 345. Nella pianta e nel piano terra, l'edificio doveva essere paragonabile al cosiddetto Tempio di Minerva Medica, così come ad altre strutture commemorative, come il Mausoleo di Elena e il Mausoleo di Santa Costanza, nonché a Spalato nel quello del Palazzo di Diocleziano.
La chiesa fu voluta dal vescovo Anno nel 1069, che iniziò la trasformazione dell'edificio con la costruzione della parte orientale, terminata con l'abside semicircolare stretta fra due torri, eretta fra il 1156 e li 1191.
Dal 1219 si pose mano al corpo centrale, ampliando e sopraelevando fino ai 48 metri attuali la base decagonale a nove absidiole di epoca romana. Il cantiere fu realizzato a più riprese fino al 1227 e rappresenta un capolavoro dell'architettura tardo-romanica. È considerato il miglior esempio di costruzione a pianta centrale dopo la Basilica di Santa Sofia a Costantinopoli e prima della Cupola del Brunelleschi.

## Descrizione

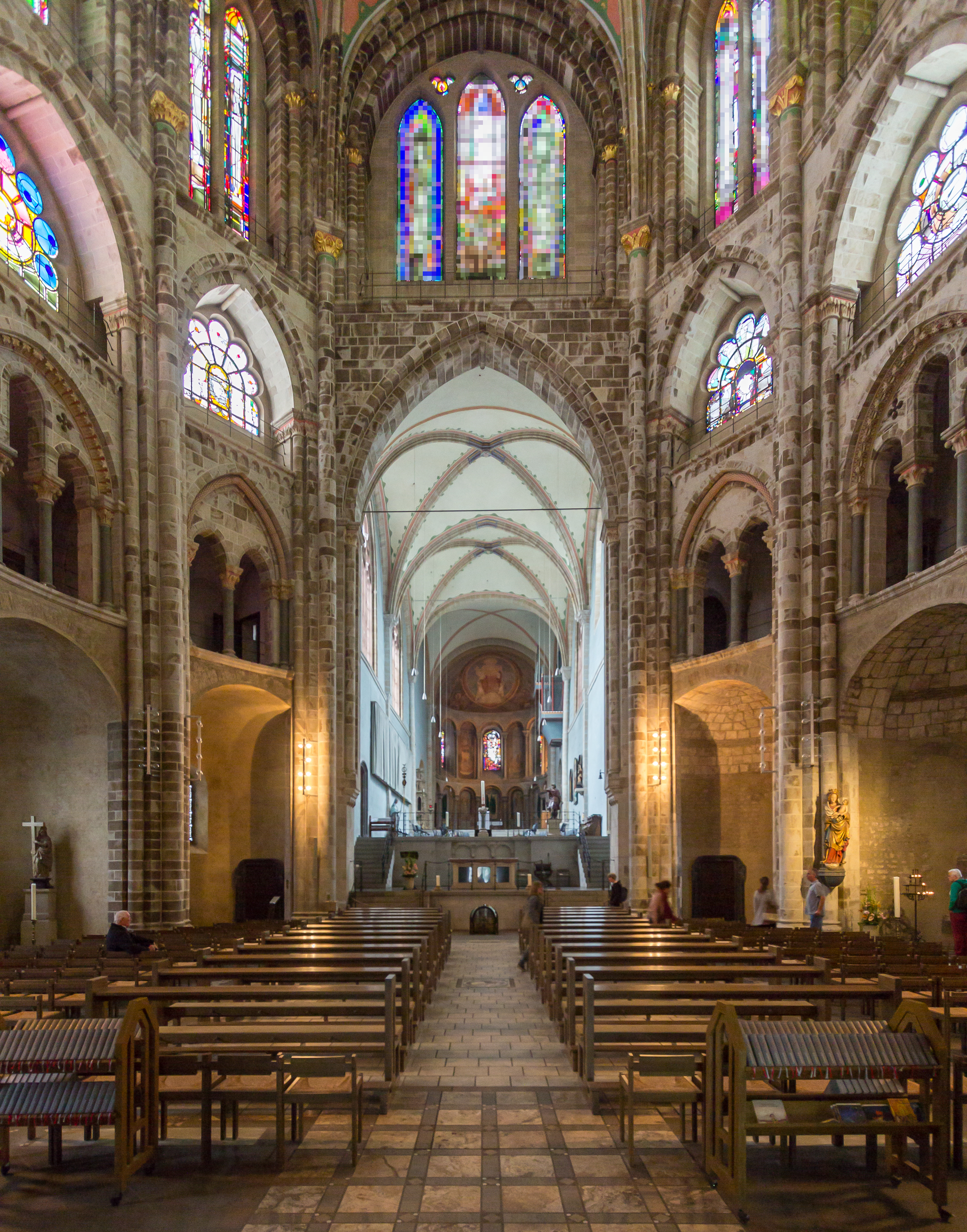
Veduta dell'interno.

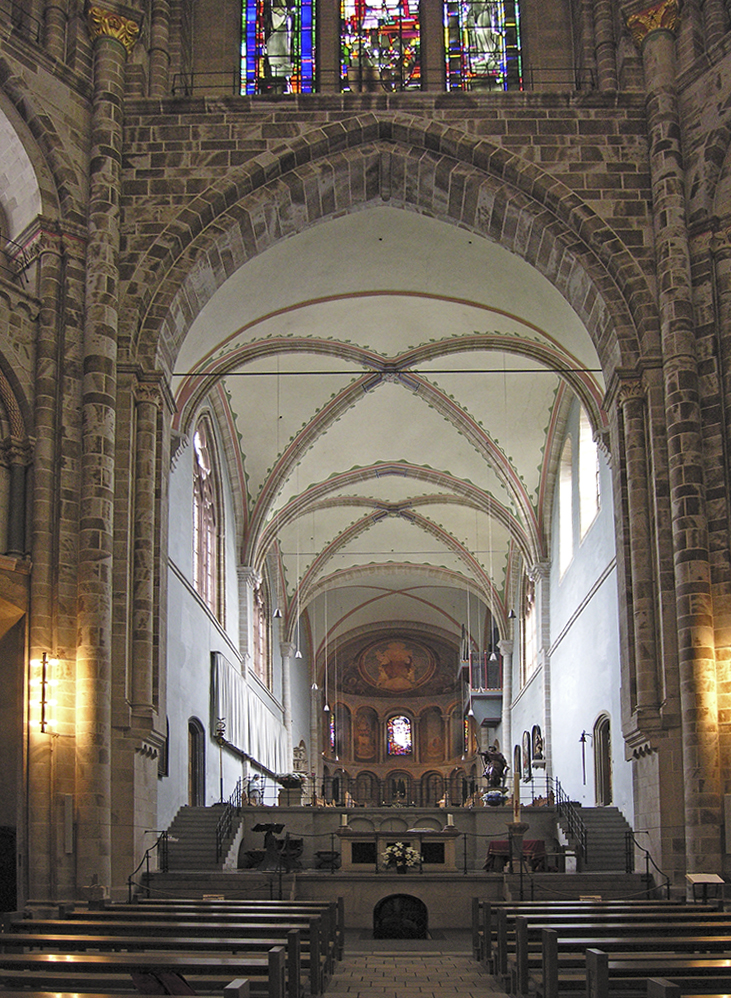
Il presbiterio.

### Esterno
L'edificio è incentrato sul corpo centrale decagonale dalla copertura conica. È fiancheggiato da quattro torrette cilindriche, probabilmente a sostegno della navata unica, e spessi contrafforti con archi rampanti.
Sul lato est vi è un lungo presbiterio terminante con abside semicircolare decorata da due ordini di arcature cieche e coronata da una galleria. La dominano due torri quadrate gemelle.
Sul lato ovest l'ingresso è preceduto da un nartece.

### Interno
L'interno tutto focalizzato sul corpo centrale, è diviso in quattro livelli. Sopra le absidiole romane corre il matroneo con aperture ora a bifore ora a trifore. Più in alto sono due ordini di finestre con vetri policromi, più piccole quelle basse, decisamente più slanciate e gotiche quelle alte. Anche le absidiole al piano terra portano finestre gotiche dalle grate ferree molto elaborate. 
I pilastri a fascio tra le absidiole formano alti archi ogivali al terzo livello, e salgono fino a raccordarsi ai costoloni della volta.
La grande volta costolonata, dipinta in rosso, presenta la forma decagonale della pianta ed ha le dimensioni di 21 metri per 16,9 ed è alta 34,55 metri.
Il colore della pietra è, di base, ocra ma pietre più scure grigie o rosse sono disseminate su tutte le superfici, colonne e lesene.
Il presbiterio, a navata unica coperta da volte a crociera, termina nell'abside a due ordini di arcate cieche. Nel catino è un affresco raffigurante Cristo in Maestà e nelle arcate San Gereone e i Martiri della Legione tabella, della seconda metà del XII secolo.
Sotto il presbiterio, rialzato, si apre la cripta divisa in tre navate e due parti distinte che custodisce le reliquie dei re Magi.
Nella parte orientale, dell'XI secolo, è un pregevole pavimento in mosaico del XII secolo con scene della Storia di Sansone e Dalila

### Organi a canne
Nel matroneo del corpo decagonale della chiesa si trova l'organo a canne Josef Weimbs Orgelbau opus 277, costruito nel 2001. A trasmissione mista, meccanica per i manuali e il pedale, elettrica per i registri, ha 36 registri su tre manuali e pedale.
Un secondo strumento è collocato nella terza campata del coro, in due corpi sovrapposti aggettanti, opus 1070 della ditta Klais, risalente al 1954; a trasmissione elettropneumatica, ha 16 registri su due manuali e pedale.
Nella cripta vi è un altro organo, realizzato nel 1967 da Franz Breil e dotato di 8 registri su due manuali e pedale; è a trasmissione meccanica ed è collocato a pavimento all'inizio della navata laterale destra.

#### Organo corale
Sulla parete destra del coro si trova un secondo organo, più piccolo di quello maggiore, anch'esso costruito nel 2001 dalla ditta organaria Josef Weimbs Orgelbau. A trasmissione mista, meccanica per i manuali e il pedale, elettrica per i registri, ha tre tastiere di 58 note ciascuna ed una pedaliera di 30. La sua disposizione fonica è la seguente: